# Contra-compositie XVII
Contra-compositie XVII (Duits: Kontra-Komposition XVII, Engels: Counter-composition XVII, Frans: Contre-composition XVII, Italiaans: Contro-composizione XVII) is een vermoedelijk overschilderd schilderij van de Nederlandse schilder Theo van Doesburg.

## Het werk

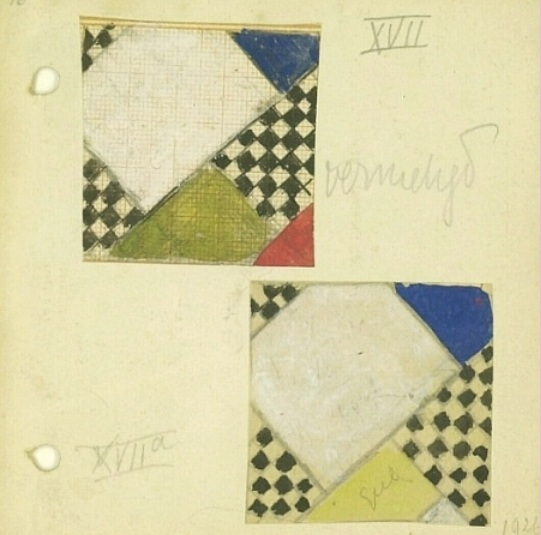
Theo van Doesburg. Studies voor Contra-composities XVII en XVIIa. 1926. Potlood en gouache op papier bevestigd op karton. 11,5 × 12 cm. Otterlo, Kröller-Müller Museum.

Het werk is alleen bekend van foto's in het Van Doesburgarchief in het Rijksbureau voor Kunsthistorische Documentatie in Den Haag. De titel is gebaseerd op het boekje Unique studies for Compositions, waarin Van Doesburg alle voorstudies van zijn contra-composities opnam, en waar het voorkomt als zeventiende. Bij deze studie schreef Van Doesburgs weduwe, Nelly van Doesburg, het woord 'vernietigd'. De kunsthistoricus Evert van Straaten houdt er echter rekening mee dat het werk niet vernietigd is, maar overschilderd. De verhouding van de kleurvlakken en de kleurstellingen van de voorstudie, doen vermoeden dat het hier gaat om het werk Simultane Contra-compositie uit omstreeks 1929.